# Кондратьев, Николай Дмитриевич
Никола́й Дми́триевич Кондра́тьев (16 марта 1892, дер. Галуевская, Кинешемский уезд, Костромская губерния — 17 сентября 1938, полигон «Коммунарка», Московская область) — российский и советский экономист. Основоположник теории экономических циклов, известных как «Циклы Кондратьева». Теоретически обосновал «новую экономическую политику» в СССР. Арестован ОГПУ 19 июня 1930 года по ложному обвинению. Военной коллегией Верховного суда СССР 17 сентября 1938 года приговорён к расстрелу и в тот же день расстрелян. Дважды реабилитирован — в 1963 и 1987 годах.

## Биография
Родился 4 (16) марта 1892 года в многодетной крестьянской семье в деревне Галуевская Кинешемского уезда Костромской губернии (ныне — в Вичугском районе Ивановской области, в 4.9 км от г. Вичуга). Сам Н. Д. Кондратьев по новому стилю считал своим днём рождения 17 марта (в выписке из метрической книги, вместо 12, было прибавлено 13 дней к дате рождения после смены календаря). Это закреплено в автобиографии учёного, датированной 28 апреля 1924 года, и в письме своей жене от 17 марта 1933 года.

### До 1917 года
С 1905 года учился в церковно-учительской семинарии в селе Хреново Костромской губернии, где подружился с будущим социологом Питиримом Сорокиным.
С 1905 года — эсер. В 1906 году становится членом Кинешемского комитета и входит в забастовочный комитет текстильщиков. В декабре 1906 года исключён из семинарии и арестован. После освобождения в 1907—1908 годах учился в училище земледелия и садоводства в Умани, одновременно работая помощником садовника.
В 1908 году уезжает в Санкт-Петербург и начинает учиться на Черняевских общеобразовательных курсах. В столице почти десять лет живёт в одной комнате с П. Сорокиным. В 1909 году поступает в частный Психоневрологический институт. В 1911 году получил экстерном аттестат зрелости в 1-й Костромской гимназии и в том же году поступил на юридический факультет Петербургского университета. После окончания университета в ноябре 1915 года, по представлению проф. И. И. Чистякова, юридический факультет выступил с ходатайством об оставлении Кондратьева при университете. Оставлен для подготовки к профессорскому званию при кафедре политической экономии и статистики.
Во время обучения и после окончания университета Кондратьев вёл активную научную и литературную деятельность. Он был личным секретарём известного учёного профессора М. М. Ковалевского, участвовал в деятельности научных кружков Л. И. Петражицкого и М. И. Туган-Барановского, сотрудничал с журналами «Заветы», «Вестник Европы», «Жизнь для всех», выступал с популярными лекциями, в том числе и в провинции, преподавал на агрономических и кооперативных курсах. В 1915 году публикует первую монографию «Развитие хозяйства Кинешемского земства Костромской губернии: социально-экономический и финансовый очерк» (446 с.).
Всё это время Кондратьев продолжал оставаться активистом партии социалистов-революционеров; он находился под негласным наблюдением, в 1913 году он был арестован и месяц провёл в заключении под следствием.
В 1916 году, продолжая научную деятельность в университете, начал работать в качестве заведующего статистико-экономического отдела Земского Союза Петрограда. К этому периоду относится смещение его интересов к аграрным проблемам.

### В революционный период
После Февральской революции политическая деятельность Кондратьева активизируется. Он становится секретарём А. Ф. Керенского по делам сельского хозяйства. В апреле 1917 года Кондратьев участвует в подготовке и работе I Всероссийского Съезда Советов крестьянских депутатов, выступает на Съезде с докладом по продовольственному вопросу. Делегат III съезда партии социалистов-революционеров, состоявшегося 25 мая — 4 июня в Москве. В июне 1917 года его избирают товарищем председателя Общероссийского Продовольственного комитета — центрального органа Продовольственной комиссии Совета рабочих депутатов. На Всероссийском демократическом совещании в сентябре 1917 года, на которое Кондратьев был делегирован от Совета крестьянских депутатов, он был избран во Временный совет Российской республики (Предпарламент). 7 (20) октября 1917 года, непосредственно перед Октябрьской революцией, Кондратьев был назначен товарищем министра продовольствия Временного правительства.
После Октябрьской революции Кондратьев продолжал свою политическую деятельность как активист эсеровской партии. В ноябре 1917 года он был избран депутатом Всероссийского Учредительного собрания от Костромской губернии по списку партии социалистов-революционеров. В марте 1918 входит в состав «Союза возрождения России», объединившего эсеров, народных социалистов и кадетов для борьбы с большевиками. В 1919 году, после полного вытеснения эсеров большевиками из всех органов государственной власти, Кондратьев выходит из партии и переходит к исключительно научной деятельности. В августе 1920 года проходил по делу «Союза возрождения России», был арестован, но через месяц освобождён благодаря усилиям И. А. Теодоровича и А. В. Чаянова.
В 1918 году Кондратьев переезжает в Москву, где преподаёт в Кооперативном институте, Университете Шанявского и Петровской сельскохозяйственной академии, работает в Московском народном банке. Участник Помгола.

### Учёный специалист
Кондратьев был одним из основателей и первым директором Конъюнктурного института при Наркомате финансов Союза ССР (1920—1928). В 1920—1923 годах — в Наркомземе, начальник управления сельскохозяйственной экономии и политики и «учёный специалист». Работал в сельскохозяйственной секции Госплана СССР. Под его руководством был разработан перспективный план развития сельского и лесного хозяйства РСФСР на 1923—1928 годы (сельскохозяйственная пятилетка Кондратьева), сочетавший плановые и рыночные принципы.
Выступал за углубление НЭПа, возлагая надежды на зажиточных крестьян, поскольку они обеспечивали рост производства, не одобрял монополию внешней торговли. Как отмечают, не особо скрывал своего антимарксизма.
На заседании московского Сельскохозяйственного общества в феврале 1922 года сказал:

Надо поставить точку над «i», поднять вопрос о «развитии русских капиталистических предприятий», надо приветствовать российский капитализм, раз мы приветствуем вхождение иностранного.

В ходе экономических дискуссий 1920-х годов Кондратьев и его соратники по Наркомзему и Конъюнктурному институту делали акцент на товарные, рыночные механизмы, видя в плане по возможности точный прогноз будущего движения народного хозяйства.
Арестован 10 августа 1922 года и включён в список лиц, подлежавших к высылке из России. Заместитель наркома земледелия В. Осинский написал ходатайство в Политбюро ЦК РКП(б) с просьбой освободить Кондратьева от высылки, в котором писал, что «арестован руководитель целого управления без всякого предупреждения комиссариата, благодаря чему срывается ряд статистических работ и выработка производ[ственного] плана комиссариата». 31 августа 1922 года Кондратьев был исключён из числа высылаемых.
В 1924 году для изучения организации сельскохозяйственного производства совершает научную поездку в США, Великобританию, Канаду, Германию в сопровождении жены (до рождения их дочери оставался год). Во время встречи в США высланный из России Питирим Сорокин предлагал другу остаться в Америке, но Кондратьев отказался.
В 1925 году опубликовал работу «Большие циклы конъюнктуры», вызывавшую научные дискуссии, в которой сформулировал теорию циклов в экономическом, социальном и культурном развитии капиталистических стран.
В январе 1926 г. на заседании Президиума Промэкономсовета ВСНХ Н. Д. Кондратьев выступил с докладом, в котором прогнозировал наступление кризиса в США, хотя и не совсем точно: «В ближайшее время, не выходя за пределы 1927 г., можно ожидать наступление в С.-А. С. Штат. промышленного кризиса». Вместе с тем, Н. Д. Кондратьев дал достаточно точный социально-политический прогноз: «В социально-политическом отношении наступивший период будет периодом относительного затишья. Едва ли можно ожидать, также, в ближайшее десятилетие крупных военных событий». Очевидно, что прогнозируя наступление относительно мирного десятилетия, он опирался на «вторую эмпирическую правильность» теории больших циклов.

Мемориальная плита в Суздале (Спасо-Евфимиев монастырь)

В 1927 году опубликовал «Критические заметки о плане развития народного хозяйства», где отметил общую несбалансированность первого пятилетнего плана развития народного хозяйства СССР и предсказал дефицит продуктов питания к концу первой пятилетки.

### Репрессии и реабилитация
Позиции Чаянова и Кондратьева подверглись резкой критике большевистского руководства. Г. Е. Зиновьев называет концепцию сельскохозяйственного развития «манифестом кулацкой партии». После выступления И. В. Сталина на конференции аграрников-марксистов термины «чаяновщина» и «кондратьевщина» стали символами вредительства. 19 апреля 1928 года Кондратьев отстранён от должности.
В 1930 году арестован по «делу Трудовой крестьянской партии». На показательном процессе «Союзного бюро меньшевиков» в марте 1931 года Кондратьев выступал в качестве одного из главных свидетелей, однако обвинитель Крыленко говорил о Кондратьеве так, как будто он был одним из главных обвиняемых, отмечал его принадлежность к так называемой контрреволюционной кулацко-эсеровской организации Кондратьева—Чаянова.
26 января 1932 года коллегией ОГПУ Кондратьев приговорён к 8 годам тюремного заключения. Содержался в Суздальском политизоляторе.
17 сентября 1938 года Военной коллегией Верховного суда СССР приговорён к расстрелу и в тот же день расстрелян. Расстрелян и похоронен на «Коммунарке» (Московская область).

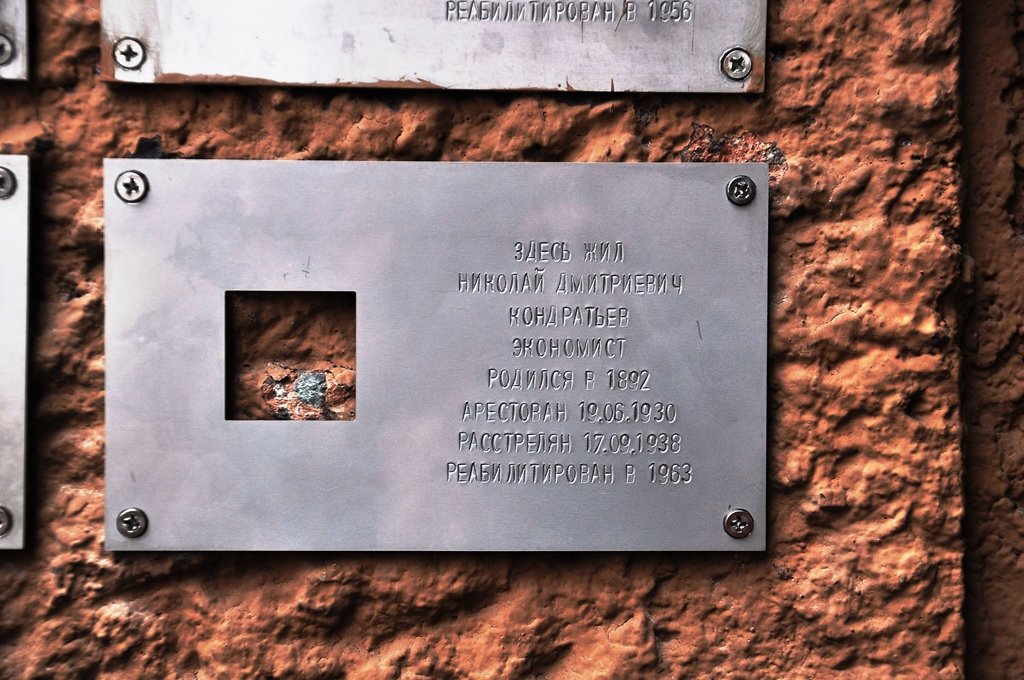
Последний адрес на доме, где жил Кондратьев

В мае 1963 года был реабилитирован одновременно с Л. Н. Юровским, но тогда об этой реабилитации не было опубликовано в СССР ни слова, продолжалось шельмование трудов Н. Д. Кондратьева официальной советской экономической наукой до 1987 года.
Был повторно реабилитирован одновременно с А. В. Чаяновым 16 июля 1987 года.

## Наследие
Согласно ставшей классической теории больших циклов Кондратьева,

…войны и революции возникают на почве реальных, и прежде всего экономических условий… на почве повышения темпа и напряжения конъюнктуры экономической жизни, обострения экономической конкуренции за рынки и сырьё… Социальные потрясения возникают легче всего именно в период бурного натиска новых экономических сил.— 
Основной вклад в популяризацию идей Кондратьева внёс в своих работах Йозеф Шумпетер — именно он ввёл термин «кондратьевские волны», а в 1939 году в своей книге «Деловые циклы» поддержал и развил закономерность, обнаруженную Кондратьевым, наряду с 7—11-летними циклами производства и занятости.

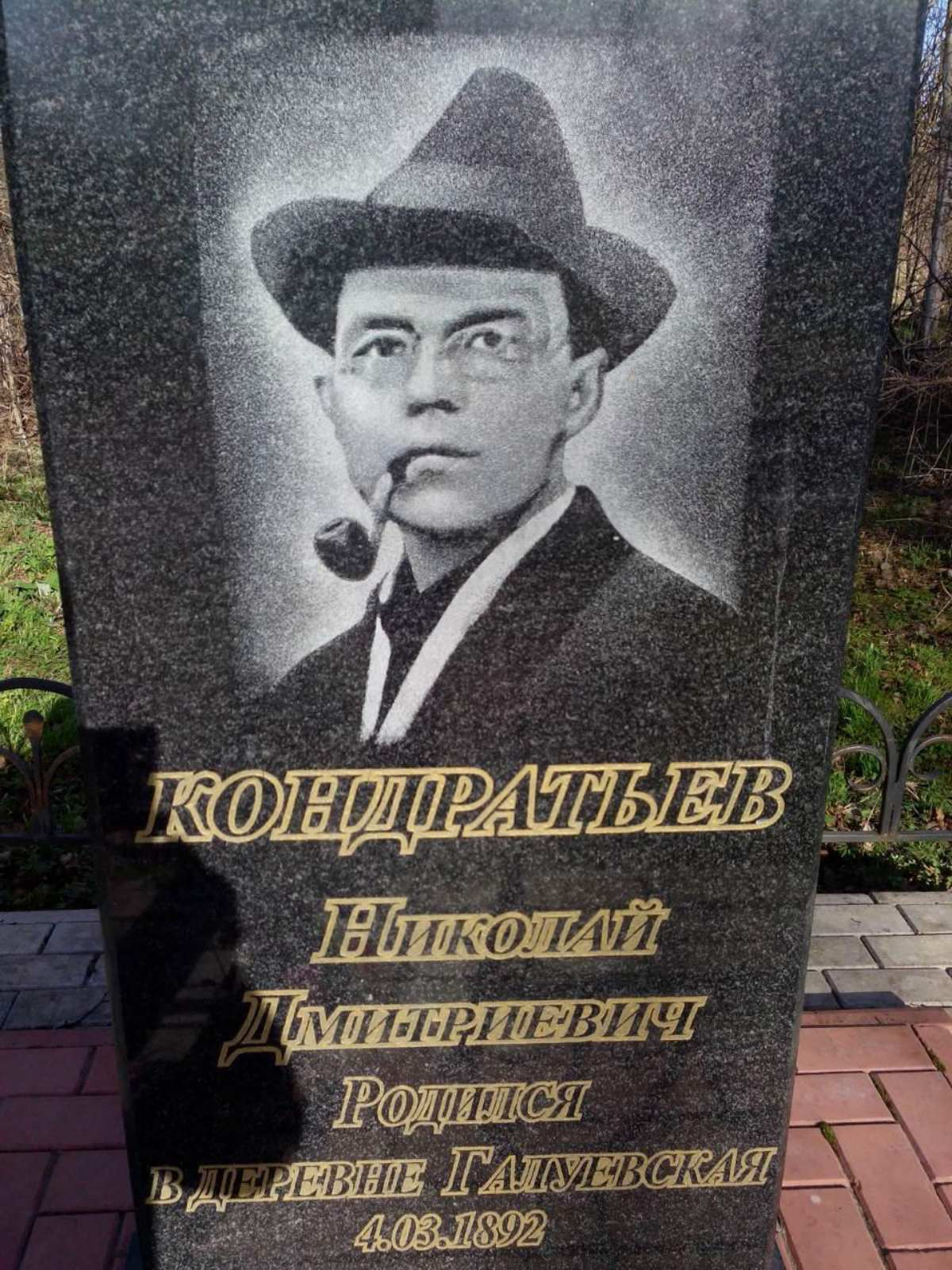
Памятник Н. Д. Кондратьеву на его Родине, в д. Галуевская

В 1989 году были опубликованы материалы записки Н. Д. Кондратьева, направленной им в 1927 году В. М. Молотову.
В 1992 году в ознаменование столетия со дня рождения экономиста был создан Международный фонд Н. Д. Кондратьева.
В 2013 году был поставлен фильм-спектакль по сохранившимся тетрадям Николая Кондратьева (письма к дочери).

## Семья
Жена — Евгения Давыдовна Дорф (1893—1982), при рождении носила фамилию матери — Плеханова, так как была рождена вне брака, в 1901 получила фамилию отца — врача-инфекциониста Давида Яковлевича Дорфа (1866 или 1867—1920). В октябре 1918 Евгения Давыдовна поступила на работу нештатным статистиком в Центральное товарищество льноводов, где познакомилась с Кондратьевым. Поженились они не позднее февраля 1921.
Дочь — Елена Николаевна Кондратьева (1925—1995), микробиолог, профессор МГУ, академик РАН. Лауреат государственной премии.

## Публикации
- Кондратьев Н. Д. Мировое хозяйство и его конъюнктуры во время и после войны. — Вологда: Обл.отделение Гос.издательства, 1922.
- Кондратьев Н. Д. Михаил Иванович Туган-Барановский. — Петроград: Колос, 1923. — 128 c.
- Кондратьев Н. Д., Опарин Д. И. Большие циклы конъюнктуры: Доклады и их обсуждение в Институте экономики. — 1-е изд. — М., 1928. — 287 с.
- Кондратьев Н. Д. Проблемы экономической динамики. — М.: Экономика, 1989. — 526 с. ISBN 5-282-00700-2
- Кондратьев Н. Д. Рынок хлебов и его регулирование во время войны и революции. — М.: Наука, 1991. — 487 с. — 4600 экз. — ISBN 5-02-012001-4.
- Кондратьев Н. Д. Основные проблемы экономической статики и динамики: Предварительный эскиз. — 1-е изд. — М.: Наука, 1991. — 567 с. — (Социологическое наследие). — 3500 экз. — ISBN 5-02-013438-4.
- Кондратьев Н. Д. Избранные сочинения. — М.: Экономика, 1993. — 543 с. ISBN 5-282-01499-8
- Кондратьев Н. Д. Особое мнение. — М.: Наука, 1993. — 1374 с. ISBN 5-02-012125-8
- Кондратьев Н. Д. Большие циклы конъюнктуры и теория предвидения / Сост. Ю. В. Яковец. — М.: Экономика, 2002. — 768 с. — 5000 экз. — ISBN 5-282-02181-1.
- Кондратьев Н. Д. Суздальские письма. — М.: Экономика, 2004. — 879 с. ISBN 5-282-02424-1
- Кондратьев Н. Д. Сказка о Шамми и письма к Алёнушке из суздальской тюрьмы — М.: Институт экономических стратегий, 2013. — 224 с. ISBN 978-5-93661-819-5-5